# استراحت
استراحت (به انگلیسی: Bye و نیز Rest در معنای عام و غیرورزشی) اصطلاحی است ورزشی که در دو مفهوم به کار می‌رود:
اول در رقابت‌های دوره‌ای که تمام شرکت کنندگان با یکدیگر رقابت می‌کنند. این رقابت‌ها در چند دور برگزار می‌شود که هر دور ممکن است در یک روز یا در یک هفته (مثل رقابت‌های لیگ فوتبال باشگاه‌ها) انجام شود. زمانی که تعداد تیم‌ها فرد باشد مسلماً در طول هر دوره یک به یک شرکت‌کننده بازی نمی‌رسد که اصطلاحاً می‌گویند این تیم استراحت دارد.
دوم، در رقابت‌های حذفی که تعداد شرکت کنندگان توانی از عدد ۲ نباشد(۲٫۴٫۸٫۱۶٫٫۳۲). در این صورت، در هر دور رقابت، یک شرکت‌کننده ممکن است بدون حریف باقی بماند و بدون برگزاری رقابت به مرحله بعد برسد (مثل مسابقات کشتی). در مسابقاتی که قرعه کشی بدون سیدبندی باشد، قرعه استراحت به صورت تصادفی انتخاب می‌شود. اما اگر در قرعه کشی از سیدبندی استفاده گردد، معمولاً چیدمان طوری است که قرعه استراحت به سیدهای بالاتر تخصیص یابد.